# Xavier Franquesa
Xavier Franquesa Llopart (Barcelona, 1947) es un pintor, profesor de teoría del arte español.

## Biografía
Fue uno de los miembros del Grup de Treball, (1973-1975), que reivindicó la función social del arte mediante la acción creativa. Como pintor se inició en la pintura minimalista para pasar después por una aproximación al arte conceptual a finales de los 70 y figurativa ya en los 80.
Actualmente es catedrático de dibujo en la Facultad de Bellas Artes de la Universidad de Barcelona. Ha publicado varios artículos sobre crítica de arte en La Vanguardia.

## Obra
Es considerado como uno de los artistas catalanes que con más capacidad crítica enfrentan a los géneros pictóricos tradicionales, tratándolos desde una visión plenamente contemporánea y desde una gran capacidad de transmisión sensorial.
Hay obra suya en diversas colecciones destacadas, como la Fundación "la Caixa", el Museo de Vitoria y el Museo Reina Sofía.

## Exposiciones destacadas
- 1978 - Xavier Franquesa, Espai 10, Fundació Joan Miró
- 1989 - IX Biennal Internacional d'Istanbul
- 2000 - Xavier Franquesa 1990-1999. Centro de Arte Santa Mónica, del 10 de febrero al 26 de marzo de 2000[4]